# Nuosu
L'idioma nuosu (nosu), també conegut com a yi del nord, liangshan yi, i sichuan yi és una llengua yi, sent aquesta considerada com la llengua de prestigi parlada pels yi; aquesta llengua ha estat imposada pel govern xinès com lingua franca d'aquest poble (en mandarín: yí iǔ, 彝語/彝语) i, com a tal, és l'única que s'ensenya a l'escola, tant de forma oral com en la seva forma escrita. És parlat per més de 2 milions de persones i aquesta xifra sembla anar en augment; 60% solament parla aquest idioma. Nuosu és el nom natiu nuosu/yi amb el qual ells mateixos ho nomenen i aquest no és usat en mandarí; encara que aquest pot ser traduït com (nuòsū iǔ 诺苏语/諾蘇語), els caràcters xinesos per nuòsū no tenen equivalent.

## Sistema d'escriptura
El yi clàssic és un sistema logográic sil·làbic de 8000 a 10 000 glifs. Encara que similar a la xinesa en funció, els glifs són independents en la forma, amb pocs indicis d'una relació directa.
L'escriptura yi moderna (ꆈꌠꁱꂷ nuosu bburma [nɔ̄sū bʙ̝̄mā] «escriptura nuosu») és un sil·labari estandarditzat derivat de l'escriptura clàssica el 1974 pel govern xinès local. Va esdevenir l'escriptura oficial dels idiomes yi el 1980. Hi ha 756 glifs bàsics basats en el dialecte de Liangshan, a més de 63 per a les síl·labes que només es troben en els préstecs xinesos.
En 1958 el govern xinès havia introduït un alfabet basat en el llatí per a l'ús en yi, basat en l'escriptura romanitzada de Gladstone Porteous de Sayingpan. (substituït posteriorment per l'escriptura yi.)

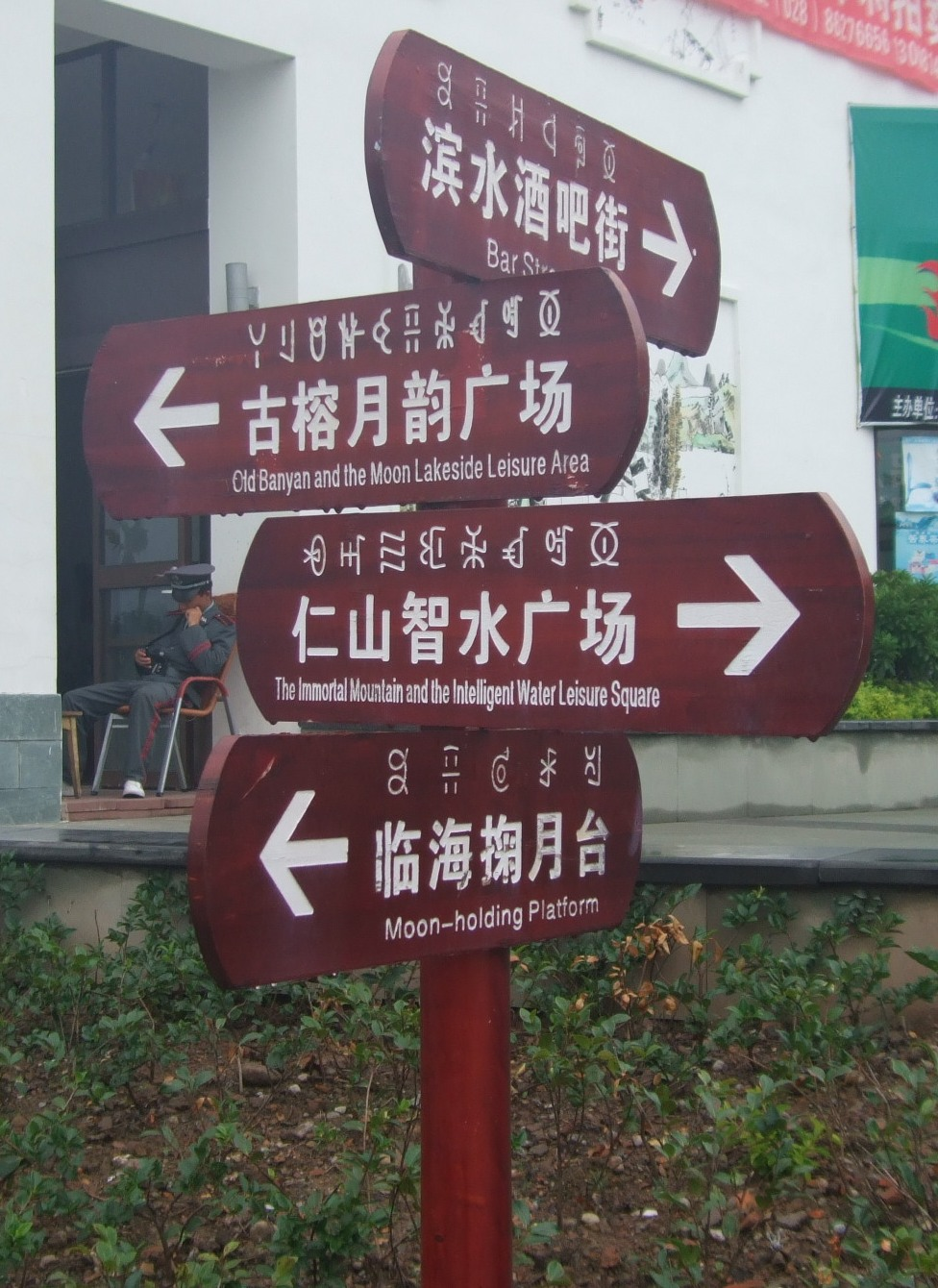
Un senyal en un parc públic en Xichang, Sichuan, Xina, mostrant text en yi modern, xinès i anglès.

## Fonologia
Els equivalents escrits dels fonemes que figuren aquí són «pinyin yi». Per obtenir informació sobre l'escriptura real utilitzada consultar la secció anterior titulada «Sistema d'escriptura».

### Consonants
| Nasals     | sonores        | m //m//    | n //n//    | ny //ɲ//   | ng //ŋ// |         |          |
| Nasals     | sordes         | hm //m̥//   | hn //n̥//   |            |          |         |          |
| Oclusives  | prenasalizades | nb //mb//  | nd //nd//  | mg //ŋɡ//  |          |         |          |
| Oclusives  | sonores        | /b/b /b/   | /d/d /d/   | gg //ɡ//   |          |         |          |
| Oclusives  | sordes         | b //p//    | d //t//    | g //k//    |          |         |          |
| Oclusives  | aspirades      | p //pʰ//   | t //tʰ//   | k //kʰ//   |          |         |          |
| Africades  | prenasalizades | nz //ndz// | nr //ndʐ// | nj //ndʑ// |          |         |          |
| Africades  | sonores        | zz //dz//  | rr //dʐ//  | jj //dʑ//  |          |         |          |
| Africades  | sordes         | z //ts//   | zh //tʂ//  | j //tɕ//   |          |         |          |
| Africades  | aspirades      | c //tsʰ//  | ch //tʂʰ// | q //tɕʰ//  |          |         |          |
| Fricatives | sordes         | f //f//    | s //s//    | sh //ʂ//   | x //ɕ//  | h //x// | /h/x /h/ |
| Fricatives | sonores        | v //v//    | ss //z//   | r //ʐ//    | i //ʑ//  | w //ɣ// |          |
| Laterals   | sonores        | l //l//    |            |            |          |         |          |
| Laterals   | sordes         | hl //l̥//   |            |            |          |         |          |

### Vocals
| Anteriors    | Centrals | Posteriors |         |
| ------------ | -------- | ---------- | ------- |
| Tancades     | i //i//  | i //z̞*//   | o //u// |
| Semitancades | i //ə//  | o //o//    |         |
| Semiobertes  | ie //ɛ// | uo //ɔ//   |         |
| Obertes      | a //a//  |            |         |

Identificat amb la vocal del mandarí 四 sì «quatre»

### Tons
- alt [˥] – escrit -t
- descendent mitjà [˧˨] o mitjà [˧] – escrit -x
- mitjà [˧] – no escrit
- descendent mitjà [˨˩] – escrit -p